# Nikita Ducarroz
Nikita Ducarroz (Niza, Francia, 12 de agosto de 1996) es una deportista suiza que compite en ciclismo en la modalidad de BMX estilo libre.
Participó en dos Juegos Olímpicos de Verano, en los años 2020 y 2024, obteniendo una medalla de bronce en Tokio 2020, en la prueba de parque.
Ganó dos medallas de plata en el Campeonato Mundial de Ciclismo Urbano, en los años 2021 y 2022, y dos medallas en el Campeonato Europeo de Ciclismo BMX Estilo Libre, en los años 2021 y 2024.
Estudió Gestión Deportiva en la Universidad Gran Cañón.

## Palmarés internacional
| Juegos Olímpicos   | Juegos Olímpicos      | Juegos Olímpicos  | Juegos Olímpicos |
| Año                | Lugar                 | Medalla           | Competición      |
| ------------------ | --------------------- | ----------------- | ---------------- |
| 2020               | Tokio (Japón)         | Medalla de bronce | Parque           |
| Campeonato Mundial |                       |                   |                  |
| Año                | Lugar                 | Medalla           | Competición      |
| 2021               | Montpellier (Francia) | Medalla de plata  | Parque           |
| 2022               | Abu Dabi (EAU)        | Medalla de plata  | Parque           |
| Campeonato Europeo |                       |                   |                  |
| Año                | Lugar                 | Medalla           | Competición      |
| 2021               | Moscú (Rusia)         | Medalla de oro    | Parque           |
| 2024               | Cadenazzo (Suiza)     | Medalla de bronce | Parque           |